# Technodrome
De Technodrome is een semi-bolvormig tankachtige mobiel fort uit de eerste animatieserie en Archie comics stripserie van de Teenage Mutant Ninja Turtles. Dit zijn ook de enige twee TMNT incarnaties waarin de Technodrome bestaat.
De Technodrome is het hoofdkwartier van Krang en Shredder.

## Geschiedenis
De Technodrome werd ontworpen en gebouwd door Drakus, een inwoner van Dimensie X. Op een onbepaald moment voor aanvang van de serie stal Krang de Technodrome en liet Drakus voor dood achter. Krang verplaatste de technodrome later naar Aarde, en ontmoette daar Shredder.
Hoewel hij er op het eerste gezicht sterk en dreigend uitziet, zit de Technodrome in de hele serie vrijwel altijd ergens vast (in lava, ijs, onder de oceaan of in Dimensie X), waardoor zijn volledige mogelijkheden niet kunnen worden benut. De Technodrome kwam nog wel het dichtst in de buurt van het volledige gebruik van zijn wapens en mogelijkheden in het seizoen 3 finale, Big Blow Out. In die aflevering beschikte de Technodrome over snijwapens, hydraulische benen en kon dimensionale poorten creëren buiten de koepel.
De Technodrome kan zowel boven als ondergronds en onder water reizen. Indien hij voorzien wordt van een sterke motor kan hij ook de ruimte in. De Technodrome beschikt over een superportaal die het gehele voertuig naar andere dimensies kan brengen. Krang maakte hiervan gebruik om de Technodrome op Aarde te krijgen, maar de Turtles wisten hem later terug de drijven naar Dimensie X.
In de finale van het achtste seizoen, "Turtle Trek", vernietigden de Turtles de motoren van de Technodrome zodat deze voorgoed vast kwam te zitten in Dimensie X, samen met Shredder en Krang. De Technodrome werd daarna de put van Sarlacc, een vraatzuchtige alien, ingezogen. De Technodrome werd hierna nog maar eenmaal gezien in het tiende seizoen, waar hij duidelijk al langere tijd verlaten was.

## Locatie

### Animatieserie
Seizoen 1 (1987)de Technodrome bevond zich eerst onder New York. In de laatste aflevering van dit seizoen, Shredder & Splintered, zette Donatello de dimensionele poort van de Technodrome in zijn achteruit en stuurde het voertuig terug naar Dimensie X.
Seizoen 2 (1988)de Technodrome verbleef het grootste deel van dit seizoen in Dimensie X. In de laatste aflevering, Return of the Technodrome, keerde hij terug naar New York alswaar Krang hem weer onder New York begroef, met een aardbeving tot gevolg. Door Donatello’s toedoen begroef de Technodrome zich te ver en ging helemaal naar de kern van de Aarde.
Seizoen 3 (1989)Voor het grootste deel van dit seizoen zat de Technodrome ondergronds vlak bij de kern van de Aarde. Tegen het einde van het seizoen stalen Shredder en Krang brandstofcellen en brachten de Technodrome weer naar de oppervlakte. Ditmaal gebruikte Krang de Technodrome om een enorme poort naar Dimensie X te maken. Middels een raket van het Amerikaanse leger konden de Turtles de Techndrome terug Dimensie X in schieten.
Seizoen 4 (1990)In de eerste aflevering van dit seizoen, Plan 6 from Outer Space, werd onthuld dat de Technodrome op een asteroïde in Dimensie X was geland. In de aflevering The Dimension X Story bleek op deze asteroïde ook een vulkaan te zitten. Krang wilde de vulkaan laten uitbarsten en de energie gebruiken om terug naar de Aarde te keren, maar door tussenkomst van de Turtles werd de Technodrome half begraven onder gestolde lava.
Seizoen 5 (1991)De Technodrome zat aan het begin van dit seizoen nog altijd in Dimensie X. In de aflevering My Brother, the Bad Guy, wisten Krang en Shredder het voertuig terug naar de Aarde te halen. Daar belandde de Technodrome op de Noordpool en vroor vast in het ijs, alwaar hij de rest van het seizoen bleef.
Seizoen 6 (1992)In de eerste aflevering van het seizoen, Rock Around the Block, maakte Krang een superlaser om de Technodrome uit het ijs te bevrijden. Ditmaal konden de Turtles niets doen om hem te stoppen. Echter, Bebop en Rocksteady's incompetente handelen maakte dat het plan mislukte. Ze zetten de laser per ongeluk op een te hoog vermogen waardoor al het ijs onder de Technodrome smolt en het voertuig naar de bodem van de Noordelijke IJszee zonk. Daar bleef hij gedurende twee seizoenen liggen.
Seizoen 7 (1993)Vrijwel dit hele seizoen lag de Technodrome op de bodem van de zee, tot aan de aflevering Shredder Triumphant. Daarin stal Krang een paar regeneratieve krachtcellen en gebruikte die om de Technodrome van genoeg energie te voorzien om terug te reizen naar New York. De Turtles drongen het voertuig binnen en herprogrammeerden de dimensionale poort, waardoor de Technodrome terug werd gestuurd naar Dimensie X.
Seizoen 8 (1994)Gedurende het merendeel van dit seizoen bleef de Technodrome in Dimensie X terwijl Shredder en Krang op Aarde waren. Ze wisten de Technodrome weer te bereiken in de aflevering Turtle Trek. De Turtles volgenden hen en bliezen de motoren van de Technodrome op, waarmee het voertuig voorgoed was uitgeschakeld.
Seizoen 9 (1995)De Technodrome kwam niet voor in dit seizoen.
Seizoen 10 (1996)De Turtles reisden nog eenmaal naar de Technodrome in de aflevering Divide and Conquer. De Technodrome lag verlaten en geruïneerd op de planeet Balaraphon in Dimensie X, waar hij na de aflevering “Turtle Trek” was achtergebleven.
De European Vacation afleveringen die werden uitgezonden van 1992 t/m 1993 vonden eigenlijk plaats gedurende seizoen 4, met de Technodrome in Dimensie X.

### Strips
Omdat de Teenage Mutant Ninja Turtles Adventures strip gebaseerd was op de animatieserie bevond de Technodrome zich hierin ook eerst onder New York en later in Dimensie X. Toen de stripserie af week van de animatieserie, bouwde Krang de Technodrome om tot een ruimteschip. Nadat Krang was verslagen en naar Morbus werd gestuurd, werd de Technodrome niet meer gezien.

## Technodrome in videospellen
In de meeste TMNT videospellen gebaseerd op de eerste animatieserie is de Technodrome het laatste level van het spel waarin de Turtles belanden. In dit level moeten ze dan ook de laatste eindbaas bevechten (afwisselend Shredder of Krang).
In het orgininele NES spel was de Technodrome zelf een eindbaas in het voorlaatste level. Om naar het laatste level te gaan, moesten de Turtles de Technodrome verslaan. De Technodrome was hier een klassiek voorbeeld van een eindbaas die vele malen groter was dan de speler zelf. Om dit te bereiken moest de speler de geweren en het oog van de Technodrome te vernietigen.
Het interieur van de Technodrome verschilt per spel.

## Turtles Forever
De Technodrome speelt ook en rol in de film Teenage Mutant Ninja Turtles: Turtles Forever. Hierin wordt hij gestolen en verbeterd door de Shredder uit de tweede animatieserie, die hem gebruikt om ermee naar verschillende parallelle universums te reizen.